# 台湾野球ウィキ
台湾野球ウィキ（中国語: 臺灣棒球維基館、英語: WikiBaseball）は、台湾の野球に関してまとめられているインターネット百科事典である。 

## 概要
淡江大学情報図書館学科の研究グループにより、2005年4月14日にオープンした。 記事の主な内容は、台湾野球に関する人物、出来事、歴史、場所、商品などである。
台湾野球ウィキはMediaWikiソフトウェアで実行されており、ボランティアが共同で書いている。特集記事に加えて、すべてのコンテンツはCC-BY-NCで利用できる。
聯合報、民間全民電視を始めとする台湾メディアは、2006年3月よりこの台湾野球ウィキを広く紹介するようになり 、その数ヶ月後に台湾野球ウィキは中華民国野球協会と組んで遺物をデジタル化した。さらに、2人の台湾野球ウィキ寄稿者が自由時報に寄稿し、2007年3月にUonlineレポーターからインタビューを受けた 。
ウェブサイトの統計によると、2024年5月現在のページビュー数は8.4億回を超え、ページ数は約38,500ページ、登録ユーザー数は約15,000人となっている。
2023年10月30日より、サーバーに障害が発生したため閲覧不可の状態が続いていたが、修復に成功し、2024年4月18日に約半年ぶりに復活した。

## 参照
- en:List of wikis
- オープンコンテンツ
- ユーザー作成コンテンツ
- 中華民国野球協会